# Баннерман, Энн
Энн Баннерман (англ. Anne Bannerman, 31 октября 1765, Эдинбург — 29 сентября 1829) — шотландская поэтесса. Она была членом эдинбургского литературного кружка, в который входили Джон Лейден, Джесси Стюарт, Томас Кэмпбелл и Роберт Андерсон. Её работы были популярны при её жизни и «остаются важными для её готических баллад, а также для её новаторской серии сонетов и её смелых оригинальных од».

## Биография и творчество
Баннерман родилась в Эдинбурге в семье Изобель (урождённой Дик) и Уильяма Баннермана, «торговца канцелярскими товарами».
Ранние работы Баннерман публиковались, часто под псевдонимом, в периодических изданиях, в частности, в «Monthly Magazine», «Poetical Register» и «Эдинбургском журнале», последний из которых редактировался её другом и сторонником, доктором Робертом Андерсоном. Её читали и восхищались ею Томас Парк, Джеймс Карри, епископ Томас Перси, Энн Грант и антиквар Джозеф Купер Уокер. Её первый том «Стихи» (Poems, 1800 год) пользовался большим успехом, но плохо продавался. Он содержит серию од, оригинальные сонеты, серию сонетов, переведённых из Петрарки, и ещё одну, основанную на «Страданиях юного Вертера». В этих двух последних Баннерман развила теорию драматической композиции Джоанны Бейли — её заявленное намерение сосредоточиться на развитии одной главной страсти — и применила её к поэзии. Её второй сборник «Сказки о суевериях и рыцарстве» (1802 год) был опубликован анонимно. Он состоял из десяти готических баллад и четырёх гравюр и не понравился рецензентам, отчасти из-за её склонности к неясности и двусмысленности в готической традиции. Однако её баллады были высоко оценены Вальтером Скоттом.
После смерти матери и брата она испытывала финансовые трудности и какое-то время работала гувернанткой, несмотря на шаткое здоровье. Хотя некоторые из её друзей поддерживали её и пытались обеспечить ей пенсию, такие попытки в основном не увенчались успехом, и 29 сентября 1829 года она умерла в долгах.
Современные учёные заново открывают для себя творчество Баннерман, и она является предметом нескольких недавних исследований.

## Работы
- Poems by Anne Bannerman (Edinburgh: Mundel / London:Longman, 1800), including "The Mermaid," "The Genii," "The Nun," and "Ode: the Spirit of the Air"
- "Epistle from the Marquis de Lafayette to General Washington" (attrib.; 1800)
- Tales of Superstition and Chivalry[англ.] (pub. anon.; London: Ann Vernor and Thomas Hood, 1802) (Etext, British Women Romantic Poets Project).
- Poems, by Anne Bannerman. A New Edition (pub. by subscription; 1807), including "To Miss Baillie"
- "On the loss of a child in infancy." The Casket, a Miscellany, Consisting of Unpublished Poems. (London: John Murray, 1829, pp. 349–350).
- "The Exile." The Laurel. Fugitive Poetry of the XIXth Century. (London: John Sharpe, 1830, pp. 290–291).

## Электронные тексты
- "The Exile." The Laurel. Fugitive Poetry of the XIXth Century. (London: John Sharpe, 1830, pp. 290–291). (HathiTrust)
- "On the loss of a child in infancy." The Casket, a Miscellany, Consisting of Unpublished Poems. (London: John Murray, 1829, pp. 349–350) (Internet Archive)
- Poems.  A new ed. Edinburgh: Printed by Mundell, Doig, & Stevenson, 1807. (HathiTrust)
- Tales of Superstition and Chivalry[англ.] (pub. anon.; London: Ann Vernor and Thomas Hood, 1802) (Internet Archive) (Archived transcription; British Women Romantic Poets Project).